# インパクト志向金融経営
インパクト志向金融経営（インパクトしこうきんゆうけいえい）は、2021年11月に発足した「インパクト志向金融宣言」の本文で示された概念で、インパクト志向をもつ金融機関が目指すべき経営のあり方のことを指す。
より具体的には、金融機関の経営者が、全体からみればごく少数の投融資案件を通じてポジティブインパクトの創出に向けて取り組むだけではなく、金融機関の投融資のポートフォリオ全体におけるネガティブインパクトをできるだけ削減し、ポジティブインパクトを増加させることを組織全体の経営として取り組むことを言う。

## 背景
従来の金融業務は、資金余剰主体から資金を集めて、投融資先のリスクに見合った適切な利子や配当を得るために、投融資先に資金を供することが主な役割とされてきた。そのため、金融機関の審査は、「経済社会に流れる血流」としての資金を効率よく循環させるという役割を担っており、財務情報の分析（信用力審査）のみに終始していた経緯がある。この役割は重要である一方、かかるスクリーニングだけを経てファイナンスされた経済活動が環境や社会に与えた外部不経済の影響は大きく、結果的に投融資先の生み出すファイナンシャルリターンの低下や経済全体の成長の低迷を招き、それがはねかえって、金融機関の収益性を阻害している。
　金融機関の企業価値は、融資先の企業や投資先の支払い可能なサービス対価の総額の大小に依存し、マクロ的には自国あるいは地域経済の成長率に大きく委ねられるため、環境・資本制約の高まりを通じ経済の成長率が低下するにつれて、金融機関の企業価値の指標となる株価純資産倍率（ＰＢＲ）も大幅な低下を余儀なくされている。そこで注目されるのが、金融が目を向けてこなかった環境・社会への影響（インパクト）に着目し、外部不経済を削減し外部経済を拡大するファイナンス（インパクトファイナンス）であり、それらを金融機関のトップマネジメントがコミットする金融の経営の在り方を「インパクト志向金融経営」と呼んでいる。
　英語では、Managing for impact あるいは、Managing financial organizations for impact と表現される。

## インパクト志向金融経営のための具体策
1. 取締役会や経営会議において、統合思考あるいはインパクト創出を目指すパーパス経営の理念に基づく投融資判断に関する原則の策定
2. 上記の基本理念と原則を執行するための審査規則やガイドラインの作成
3. 上記の基本理念と整合性をもった規程・規則の策定
4. 投融資判断時における環境・社会へのリスクを審査する専門人材の確保と人材育成

## インパクト志向金融経営　取り組み事例[3]

### 京都信用金庫
中期経営計画で、2030年までに取引先の80％が地域や社会課題を解決する企業となるという明確な数値目標を経営方針として掲げる。中小企業に対話を重視した様々な伴走支援を実施。環境・社会の課題解決に取り組んでいる中小企業を認証する「ソーシャル企業認証 Ｓ認証」を湖東信用金庫、龍谷大学ユヌスソーシャルビジネスリサーチセンターと協働して創設。今後は認証企業の社会的インパクトの計測についても実施していく方針。地域金融機関におけるインパクト志向金融経営のひとつのモデルケースである。

### 三井住友トラスト・ホールディングス
「信託の力で、新たな価値を創造し、お客さまや社会の豊かな未来を花開かせる」と自社の経営を定義し、「社会的価値創出と経済的価値創出の両立」を経営の根幹に掲げている。同行のかかるサステナビリティの取組には、国際統合報告評議会（IIRC、現在のValue Reporting Foundation）が策定した統合思考の理念が深く裏打ちされている。2021年11月には、今後10年間で5000億円の自己勘定投資によるインパクト投資を行い、その他投資家の資金を含めて2兆円の投融資に踏み切る計画も発表されている。

### りそなアセットマネジメント
2020年のパーパス制定に伴い、従来進めてきた責任投資の枠組みにインテンションを追加し、インパクトの創出を自社の理念として推し進めている。もともとは、英国のスチュワードシップコードの考え方に倣って、自社のパーパスに沿って、投資理念を定めている。

### 静岡銀行グループ
中期経営計画において、長期的な視点で地域の産業や経済の成長にコミットする年ビジョン「地域の未来にコミットし、地域の成長をプロデュースする企業グループ」を掲げ、その実現に向けて足元の３年間で「地域のお客さまの夢の実現に寄り添う、課題解決企業グループ」への変革を目指している。

### 第一生命保険
国連責任投資原則（PRI）に署名した2015年以降、継続的に責任投資の高度化を進めており、この取り組みを通じて投融資ポートフォリオ全体で運用収益の獲得と社会的インパクトの創出の両立に取り組んできている。当初は未上場株式を対象にインパクト創出に取り組んでいたが、2020年からは、上場株式を対象に追加している。

### ＪＰインベストメント
当初より新規案件の審査（デューデリジェンエス）においてネガティブスクリーニングを実施するなどESG取組を推進していたが、2022年２月にＰＲＩに署名し、社長等で構成されるＥＳＧ委員会を新設して社内の体制を強化、ESGの基本的な考え方を再整理してESG取組基本方針を改訂するなど、ESGの活動のさらなる高度化を図っている。

### アセットマネジメントＯｎｅ
環境・社会の重要な課題（マテリアリティー）を整理し、特に重要と考える課題を三つのフォーカスエリア（気候変動、生物多様性と
環境破壊、人権と健康・ウェルビーイング）に再区分し、これらを軸としてエンゲージメントや議決権行使、投資判断に反映している。気候変動に取り組む具体的な事例としては、投資先の温室効果ガス排出量を2050年までに実質ネットゼロに整合的にさせることを目指すグローバルな資産運用会社のイニシアティブ、Net Zero Asset Managers Initiative（NZAM）への発足時からの参画がある。